# Braunshausen (Nonnweiler)
Braunshausen liegt in der Gemeinde Nonnweiler, der nördlichsten Gemeinde des Saarlandes, und gehört zum Landkreis St. Wendel. Es liegt rund 30 km südöstlich von Trier und etwa 45 km nördlich von Saarbrücken. Braunshausen ist mit der Anschlussstelle 137 (Braunshausen, Kastel, Wadern, Weiskirchen) an die Bundesautobahn 1 angebunden und war bis 1973 eine eigenständige Gemeinde mit ihrem Ortsteil Mariahütte.

## Geographie
Braunshausen liegt in einem Seitental links der oberen Prims, das vom Münzbach (von Otzenhausen) und dem Engelsbach (von Schwarzenbach) gebildet wird. Im Laufe der Entstehungs- und Entwicklungszeit hat es sich talaufwärts um den Kloppberg (Dorfstraße, Schwarzenbacherstraße) und den Peterberg (Bauernschilz) angelehnt. Begrenzt wird Braunshausen durch den süd/südöstlich liegenden Peterberg, nordwestlich vom Scheidberg (die Schlääd) und nordöstlich vom Feldberg (auch Heldberg genannt). Das westlich laufende Bachtal ist zur Prims hin offen. An Braunshausen stoßen die Banngrenzen Kastel, Nonnweiler, Otzenhausen, Schwarzenbach und Eiweiler (in der Gemeinde Nohfelden).

## Geschichte

### Vor dem 18. Jahrhundert

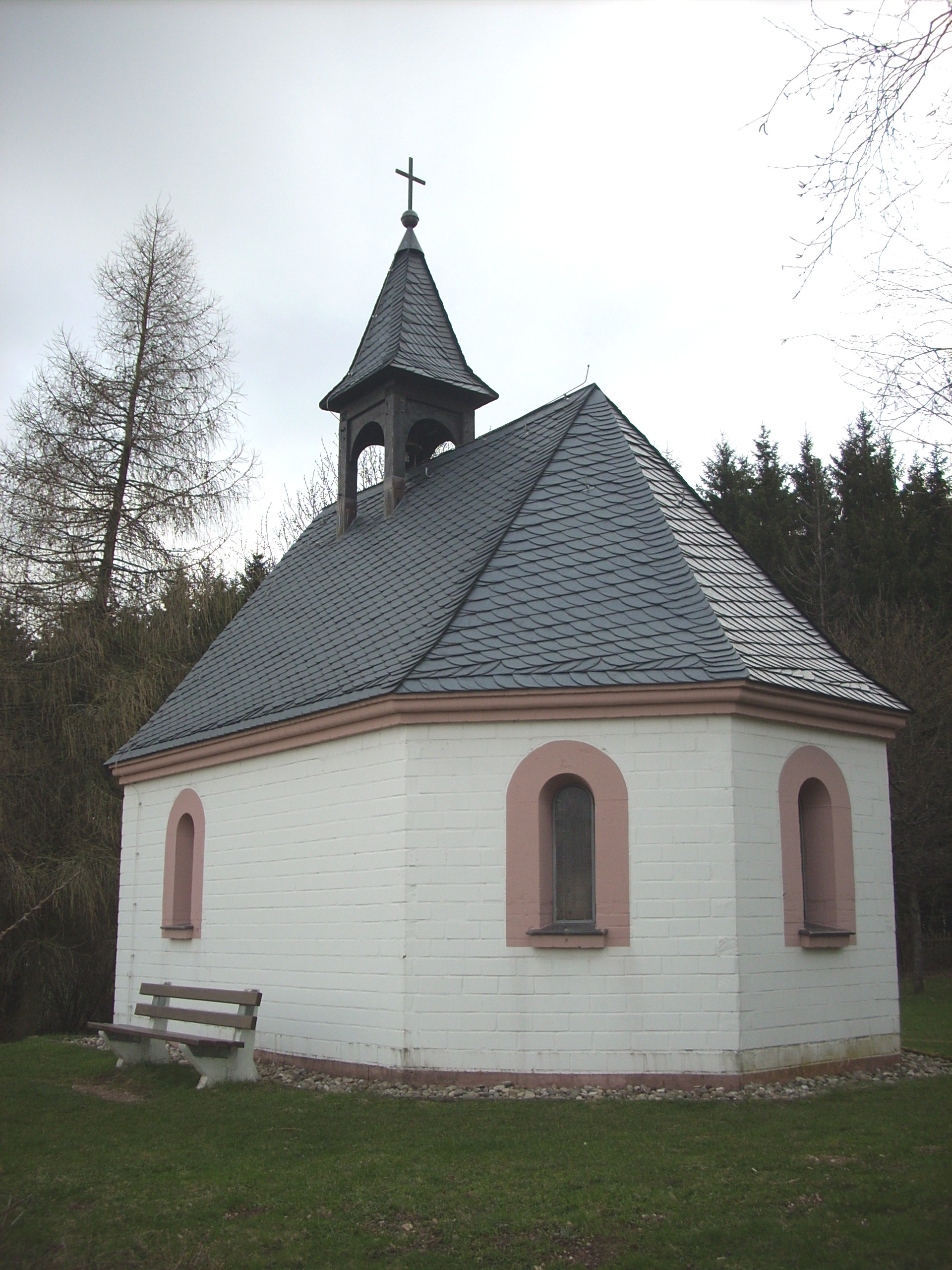
Peterbergkapelle, neu erbaut um 1983

Braunshausen entstand wohl lange vor der ersten urkundlichen Erwähnung, die Forschung geht davon aus, dass das Gründungsdatum in der zweiten Mittelalterperiode (900–1200 n. Chr.) liegt. Urkundlich erwähnt wurde Braunshausen als Brunshusen zum ersten Mal im 14. Jahrhundert und gehörte zur Herrschaft Eberswald. Die Herren „Mohr von Sötern“ erhielten das Lehen 1398 von dem lothringischen Adelsgeschlecht der Herren von Vinstingen, durch einen Vertrag zwischen Kurtrier und den Freiherrn Eckbrecht von Dürckheim. Das Erbstift wurde 1748 geteilt und Braunshausen fiel damit wieder an Kurtrier zurück.
Braunshausen zählt 28 Feuerstätten im Jahr 1536, in der Zeit des Dreißigjährigen Krieges zählte es im Jahr 1628 noch 11 und 6 Jahre nach dem Krieg, im Jahr 1654, noch 6 Feuerstätten. Es existieren keine Aufzeichnungen, wie groß die Dorfgemeinschaft vor 1536 war. Die Häuser waren um 3 Brunnenstellen gebaut, diese befanden sich im Unterdorf (Langenborn), im Mitteldorf (Quart) und im Oberdorf. Mündliche Überlieferungen besagen, dass eine Siedlung „Horsterhausen“ zwischen Braunshausen und Kastel existiert habe. Diese soll im Dreißigjährigen Krieg verwüstet und verlassen worden sein. Von der Siedlung zeugt heute noch der Flurname „Horster Wies“. Archäologische Untersuchungen in diesem Bereich sind fast unmöglich, da in den 1970er Jahren zum Autobahnbau enorme Erdbewegungen in diesem Bereich getätigt wurden. Eine weitere Siedlung mit dem Namen „Daaswella“ (Daxweiler) soll zwischen Braunshausen und Schwarzenbach gelegen sein. Davon zeugen die Flurnamen „Auf Daxweiler“ (Uff Daaswella) und „Daxweiler Kuppe“ (Daaswella Kupp).
Belegt ist, dass der Peterberg schon zur vorchristlichen Zeit als Kult-, Verehrungs- und Opferstätte diente. Nach der Christianisierung gab es eine Kapelle auf dem Peterberg, diese ist in Urkunden erwähnt und diente als Marktplatz und stand an der höchsten Stelle, die heute den Flurnamen „Kapellenhügel“ trägt.
1983 wurde die Kapelle von einer Interessensgemeinschaft neu errichtet.

### Nach dem 18. Jahrhundert
1794 wurde die alte Gebietsaufteilung erneut verändert, französische Revolutionstruppen besetzen die Gegend. 1798 erfolgte durch die französische Direktorialregierung eine neue Einteilung, Braunshausen wurde im Département de la Sarre, Arrondissement de Trèves dem Kanton Hermeskeil zugeschlagen. 1802 erfolgte eine erneute Änderung, Braunshausen wurde aus dem Kanton Hermeskeil aus- und in den Kanton Birkenfeld eingegliedert. Die zuständige Mairie war nunmehr Otzenhausen. Nach der napoleonischen Herrschaft wurde Braunshausen 1814 dem österreichisch-bayerischen Landes-Administrations-Kommission zu Worms unterstellt, nach dem Wiener Kongress wurde es 1815 dem Königreich Preußen zugeschlagen. Braunshausen gehörte nun zum Landkreis Trier. Aus der napoleonischen Zeit zeugt heute noch ein gusseiserner Brunnen, der zu dieser Zeit im Dorfkern stand und heute seinen Platz auf dem Friedhof gefunden hat.

### Seit dem 20. Jahrhundert
1907 wurde eine Wasserleitung zur Versorgung der Häuser gebaut. Im Ersten Weltkrieg verlor Braunshausen 24 Bürger (21 Gefallene, 3 Vermisste). Die ersten Stromanschlüsse erfolgten 1927. Von 1931 bis 1933 wurde die Kirche Maria Himmelfahrt in der Ortsmitte gebaut, so mussten die Braunshausener ab 1934 nicht mehr nach Kastel zur Kirche. Im September 1939, zu Kriegsbeginn, bis Mai 1940 waren im Dorf Soldaten aus Bayern einquartiert, die zunächst zur Grenzsicherung abgestellt waren und später von dort am Frankreichfeldzug teilnahmen. Braunshausen blieb von Kampfhandlungen während des Krieges verschont, verlor aber 55 Bürger (44 Gefallene, 11 Vermisste). Am 17. März 1945 rückten US-amerikanische Truppen, von Nonnweiler kommend, im Ort ein. Zunächst war er amerikanisch, dann französisch besetzt. Ab 1946 gehörte Braunshausen zum Saarland und wurde dem Kreis Wadern zugeordnet, später dem Kreis St. Wendel.
Im Jahr 1952 beschloss man, eine Skibahn mit Sessellift zu bauen, um damit Ski- und Wandertouristen anzuziehen. Mit der saarländischen Gebiets- und Verwaltungsreform verlor die Gemeinde Braunshausen am 1. Januar 1974 ihren selbständigen Status und wurde in die Gemeinde Nonnweiler eingemeindet. Durch die Reform war es notwendig, einige Straßennamen des Ortes neu zu vergeben. In den Jahren 1973 und 1974 wurden die Bauwerke für die Autobahn errichtet und Erdbewegungen für die Fahrbahn begannen, die Freigabe erfolgte 1975. Mit dem Autobahnbau wurde der „alte“ Sportplatz verschüttet und ein neuer unweit davon angelegt und 1974 eingesegnet. Auch im Jahre 1974 errichtete man am Peterberg eine Tal- und Bergstation und der „Schutzhütte“, ein Wohnhaus mit angeschlossenem Ausflugslokal, sowie einen neuen Doppelschlepplift. 1979 wurde parallel zur Skibahn eine Sommerrodelbahn gebaut, die am 16. Mai 1980 in einer Feierstunde übergeben wurde. Sie wurde 2004 erneuert und verlängert, dabei wurden die Eternitschalen mit Edelstahlschalen ersetzt. Der ebenfalls zu Anfang der 1980er Jahre gebaute Schlepplift wurde beibehalten und der Sessellift wurde demontiert. Die Schutzhütte wurde im Sommer 2018 abgerissen, da eine Renovierung nicht mehr wirtschaftlich erschien. Der saarländische Turnerbund unterhält außerhalb des Ortes ein Gästehaus, dessen Bau am 8. April 1974 begonnen wurde. Auf der Anlage unterhält der DFB das Freizeit- und Bildungszentrum Braunshausen. Seit dem Jahr 2019 sind dort Flüchtlinge untergebracht.

### Einwohner- und Häuserentwicklung
| Einwohner- und Wohnhausentwicklung | Einwohner- und Wohnhausentwicklung | Einwohner- und Wohnhausentwicklung |
| Jahr                               | Einwohnerzahl                      | Häuseranzahl                       |
| ---------------------------------- | ---------------------------------- | ---------------------------------- |
| 1787                               | 136                                | k. A.                              |
| 1802                               | 150                                | 50                                 |
| 1809                               | 282                                | k. A.                              |
| 1815                               | 387                                | k. A.                              |
| 1820                               | 378 (103)                          | 48 (8)                             |
| 1832                               | 356 (92)                           | 38 (3)                             |
| 1843                               | 427 (84)                           | 70 (13)                            |
| 1867                               | 415                                | k. A.                              |
| 1871                               | 401 (81)                           | 66 (13)                            |
| 1895                               | 517 (84)                           | 78 (14)                            |
| 1905                               | 565 (127)                          | 85 (14)                            |
| 1925                               | 656                                | k. A.                              |
| 1933                               | 686                                | k. A.                              |
| 1939                               | 621                                | k. A.                              |
| 1951                               | k. A                               | 119                                |
| 2018                               | 740                                | 266 (13)                           |

In Klammern: Mariahütte (Buss)

## Politik

### Bürgermeister/Ortsvorsteher
Bis Braunshausen nach der saarländischen Gebietsreform 1974 in die Gemeinde Nonnweiler eingegliedert wurde, war es eine selbständige Gemeinde mit einem Bürgermeister. Verwaltungstechnisch unterstand dieser dem Amt Nonnweiler (Amtsbezirk Nonnweiler).
| Bürgermeister   | Bürgermeister | Bürgermeister         |
| Name            | Partei        | Amtszeit              |
| --------------- | ------------- | --------------------- |
| Peter Barth     | -/-           | ? –1864               |
| Klein Matthias  | -/-           | ?/1864–22.10.1870     |
| Feist Johann    | -/-           | 23.10.1870–29.03.1905 |
| Feist Peter     | -/-           | 30.03.1905–09/1924    |
| Barth Johann    | -/-           | 09/1924–20.09.1933    |
| Giebel Matthias | -/-           | 21.09.1933–14.09.1946 |
| Barth Nikolaus  | -/-           | 15.09.1946–05.04.1949 |
| Linnig Peter    | CVP/CDU       | 06.04.1949–03.06.1960 |
| Morbach Michel  | CDU           | 04.06.1960–10.11.1968 |
| Wagner Alois    | CDU           | 11.11.1968–31.12.1973 |

| Ortsvorsteher    | Ortsvorsteher | Ortsvorsteher         |
| Name             | Partei        | Amtszeit              |
| ---------------- | ------------- | --------------------- |
| Wagner Alois     | CDU           | 01.01.1974–06.07.1979 |
| Rausch Alois     | SPD           | 1979–2004             |
| Straub Günther   | SPD           | 2004–01.05.2017       |
| Heinz-Peter Koop | SPD           | seit 05/2017          |

### Ortsrat
Der Ortsrat besteht aus neun Mitgliedern, sieben Sitze hält die SPD und zwei Sitze die CDU. (Stand Juli 2024)

### Wappen
Blasonierung: „Unter rotem Schildhaupt, darin zwischen zwei goldenen Scheiben ein silbernes Dreieck belegt mit einem Auge (um die Strahlen reduziertes Gottesauge); in Blau zwischen zwei sechszackigen goldenen Sternen, ein silberner Hochofen mit roten Flammen.“
Das Wappen wurde 1954 der damals noch selbständigen Gemeinde Braunshausen durch den Minister des Inneren des Saarlandes verliehen.
Es enthält die Symbole des Familienwappens der Familie Gottbill; Besitzer der Mariahütte.

## Vereine
- Musikverein Braunshausen

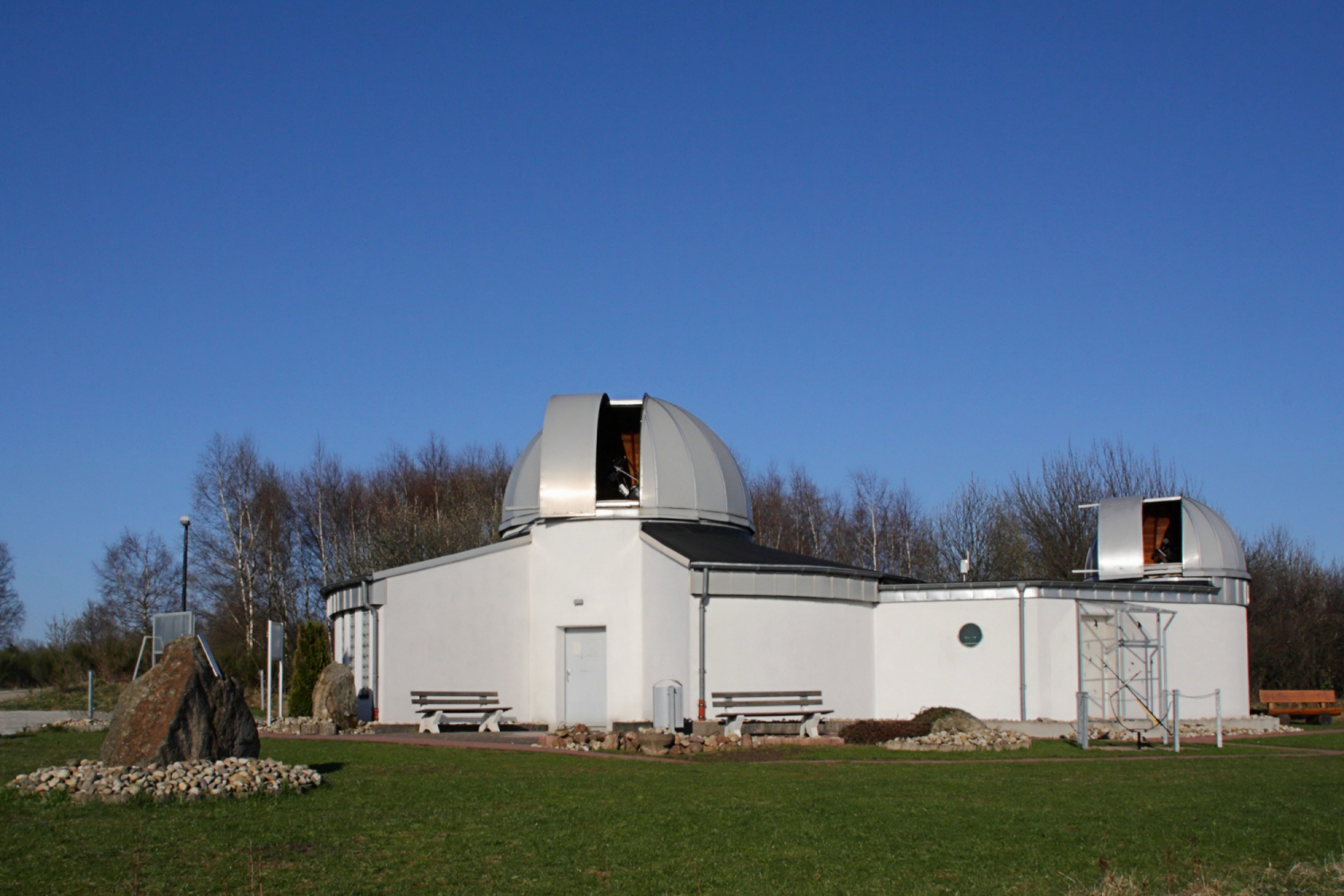
Die Sternwarte auf dem Peterberg des Verein der Amateurastronomen des Saarlandes e. V. (April 2010)

- Freiwillige Feuerwehr Braunshausen
- Verein der Amateurastronomen des Saarlandes e. V.
- DRK Ortsverband Braunshausen
- Turn- und Skiclub Peterberg
- Sportverein Braunshausen SVB
- Fukokan-Karate-Do Braunshausen e. V.
- Pensionärsverein Braunshausen
- Frauenverein
- Karnevalsverein
- RCR-Peterberg e. V.
- Racing Team Peterberg
- Männergesangverein „Palme“

Nicht mehr existierende Vereine:
- Berg- und Hüttenarbeiterverein, aufgelöst 2008
- Obst- und Gartenbauverein Braunshausen, aufgelöst 2011
- Kirchenbauverein (Zum Zweck Spenden zu sammeln um eine eigene Kirche im Dorf zu bauen)
- Fremdenverkehrsverein
- Kriegerverein Braunshausen (März 1906–1945)

Wie auch in anderen Dörfern leiden die Vereine unter Mitgliederschwund aus Altersgründen.

## Bedeutende Unternehmen

### Hüttenwerk Mariahütte

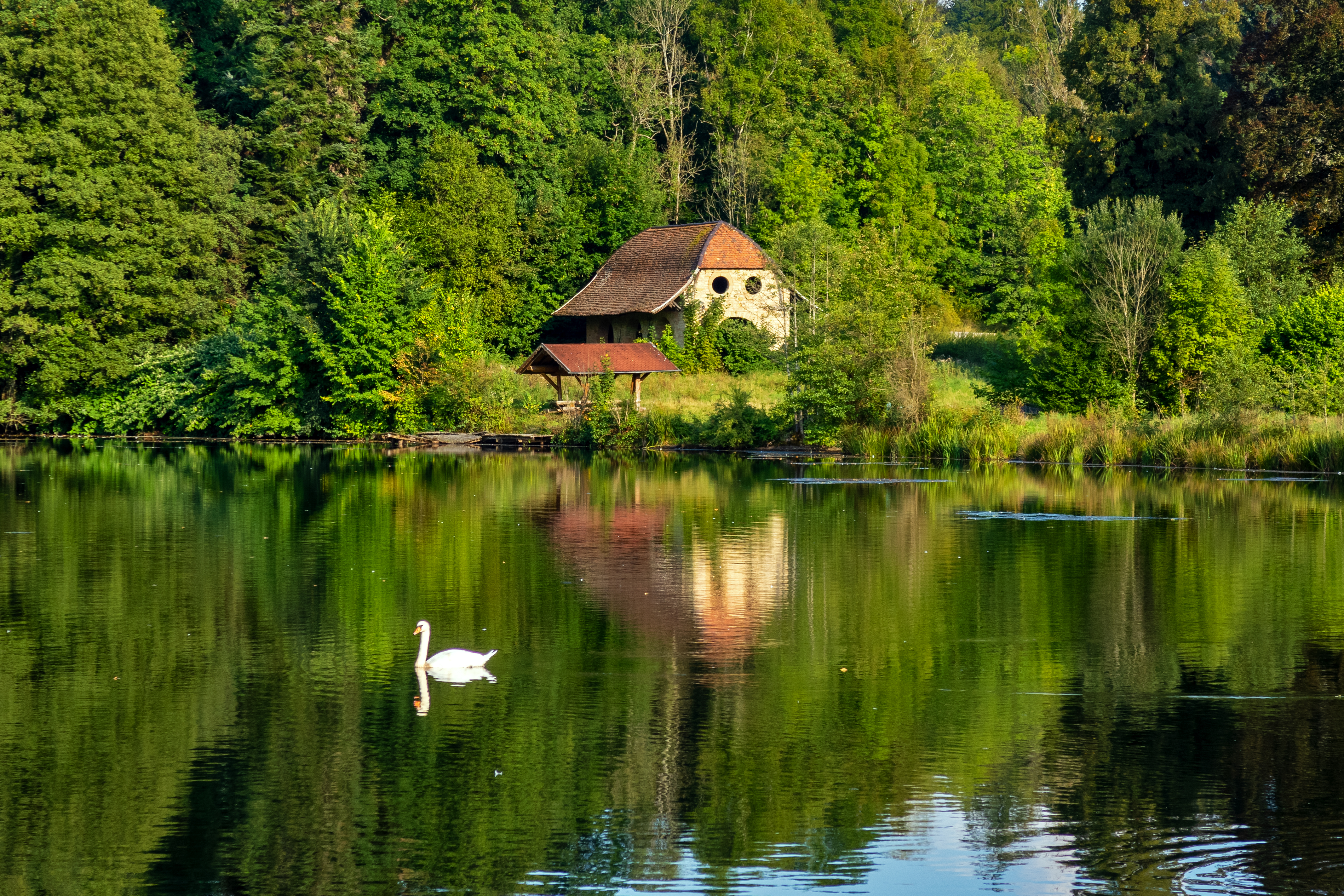
„Eulenhaus“ Mariahütte, Remise aus dem 18. Jahrhundert

Ein wichtiger Baustein in der Geschichte Braunshausens bildet das im Ortsteil Mariahütte liegende ehemalige Hüttenwerk der Gottbills, später von Beulwitz, das im Laufe von zwei Jahrhunderten einige Wandel durchlebte. Dort waren die meisten Dorfbewohner und die der umliegenden Orte beschäftigt. Die hauptsächlichen Arbeiten waren Verhüttung von Eisen und Produktion und Verkauf von Gerberlohe. Nach dem Ersten Weltkrieg brach die Produktion stark ein, was die Arbeitslosigkeit in der Umgebung ansteigen ließ. Eine Umstellung der Produktion auf Formgussteile und Öfen (Herde, Öfen und Ölöfen) und die beginnende Wiederaufrüstung der 1930er Jahre ließen das Werk erneut aufleben. Im Zweiten Weltkrieg wurde das Werk vor Bombenabwürfen und Beschädigungen verschont. Zum Ende der 1950er Jahre erlahmte allmählich die Ofenproduktion und das Unternehmen wurde 1960 von der Firma Diehl aufgekauft. Das Unternehmen wechselte danach mehrmals den Namen, darunter waren Marienhütte, Carl Gottbill sel. Erben, GOMA GmbH (GOttbill MAriahütte) und Diehl Defence.

### Weiler Küchen

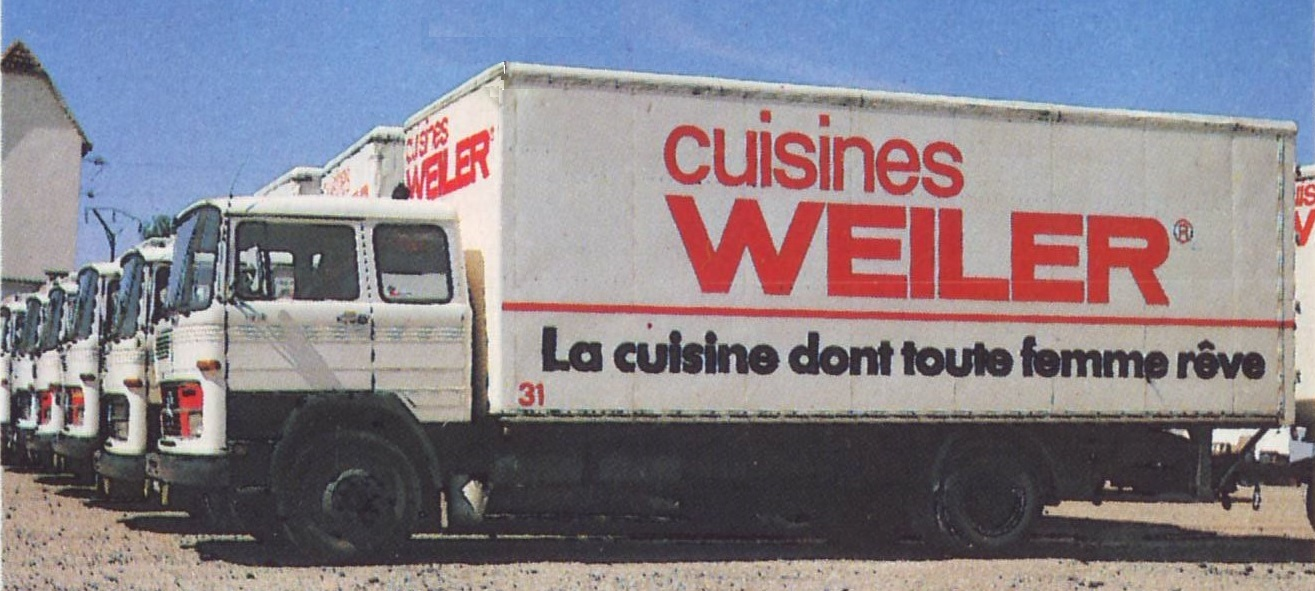
LKW des Zweigwerkes Lorquin/Lothringen (Frankreich) mit Firmenlogo

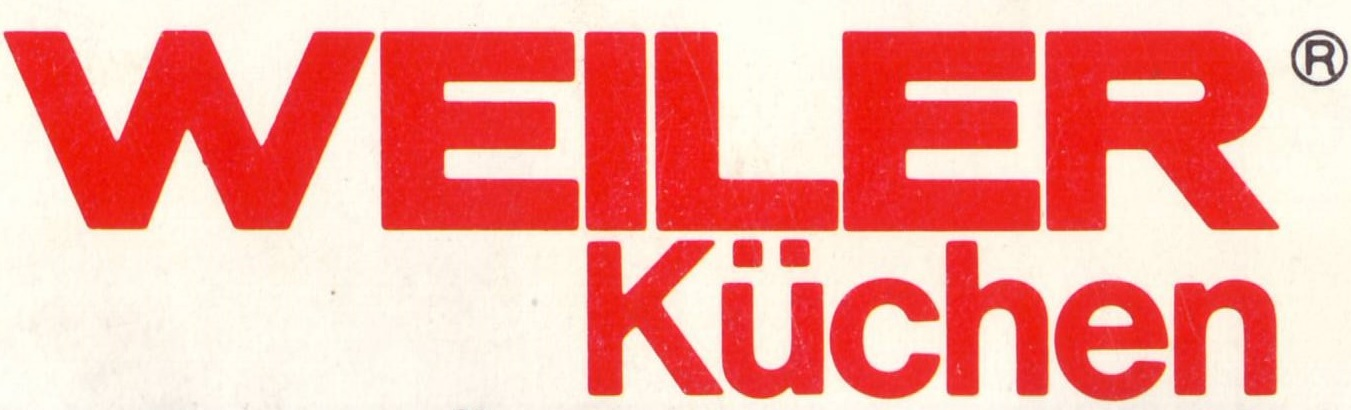
Firmenlogo des Unternehmens

Ein weiteres bedeutendes Unternehmen war die Firma „Weiler-Küchen R. Weiler GmbH -Küchenmöbelfabrik Braunshausen/Saar“. Hervorgegangen war sie aus der Möbelschreinerei Weiler, die seit 1921 Küchenmöbel baute. Zunächst baute man noch im Dorf, doch expandierte man in den beginnenden 1950er Jahren und baute eine moderne Fabrik am Unterlauf des Münzbaches, als die Werkstatt zu klein wurde. Produziert wurde in Zweigwerken im lothringischen Lorquin (Frankreich) und Belgien. In den 1970ern wurde das Betriebsgelände erneut erweitert, ein modernes Großraumbüro und Werkstätten für die Firmeneigene LKW-Flotte zur Auslieferung der Küchen. Anfang der 1980er Jahre ging das Unternehmen nach Managementfehlern in die Insolvenz. Der Betriebsrat des Werkes schrieb am 5. November 1984, im Namen der Werksangestellten, einen Brief an den damals amtierenden Ministerpräsidenten Werner Zeyer um diesen und die Regierung des Saarlandes um Hilfe zu Bitten, dem Werk mit seinen 210 Mitarbeitern, helfend zur Seite zu stehen. Es ging hierbei auch um den Erhalt dieser Arbeitsplätze im Strukturschwachen Nordsaarland. So kam es am 13. November 1984 zur Besetzung des Betriebes durch Werksangehörige. Dabei wurden Schilder mit Slogans wie: „Dieser Betrieb ist besetzt“, „Weiler-Küchen darf nicht sterben“ und „Zeyer muss helfen“ am Zaun und am Tor befestigt. Parallel fuhren LKW der Firma vor dem Saarbrücker Landtag vor, wo dann auch 60 Mitarbeiter ihre Transparente mit den Forderungen zeigten.

### Wagner Pizza
Das einzig verbliebene bedeutende Unternehmen ist die Firma Wagner Tiefkühlprodukte GmbH. Sie entstand aus der Bäckerei Wagner. Der Gründer Ernst Wagner betrieb zu seiner elterlichen Bäckerei ein Ausflugslokal und experimentierte mit der Vorproduktion von Gerichten, die beim Ansturm der Skitouristen schnell angeboten werden konnten. Bei einem Familienurlaub in Italien entstand die Idee, Tiefkühlpizza zu produzieren. Im Laufe der Entwicklung wurden viele Patente durch Ernst Wagner entwickelt und in der eigenen Produktion eingesetzt. Der Gemeinde- und Ortsrat beschlossen anlässlich der Verdienste in der Gemeinde die Dorfstraße und die Straße Kurzer Weg in Ernst-Wagner-Straße umzubenennen; dies wurde am 18. Juni 2007 umgesetzt.

## Persönlichkeiten des Ortes
- Ernst Wagner (1929–1999), Unternehmer und Gründer der Wagner Tiefkühlprodukte GmbH, Ehrenbürger der Gemeinde Nonnweiler und Träger des Bundesverdienstkreuzes
- Anette (geb. Wagner) und Gottfried Hares, Geschäftsführer der Wagner Tiefkühlprodukte GmbH (bis Übernahme Nèstle), Stiftungsgründer und Ehrenbürger der Gemeinde Nonnweiler
- Martin Weiler (1923–1993), Heimatforscher, Lokalpolitiker und Träger des Bundesverdienstkreuzes[22]
- Karl Rudolf von Beulwitz, Unternehmer und Hüttenbetreiber
- Hans Wagner (1920–1986), Journalist, Dichter und Heimatforscher
- Reinhold Weiler (1907–1995), Schreinermeister, Unternehmer und Gründer der R. Weiler Küchenmöbelfabrik GmbH, Ehrenbürger der Gemeinde Nonnweiler
- Franz-Josef Barth, amtierender Bürgermeister der Gemeinde Nonnweiler (seit Oktober 2011)